# Dibunostoma reversum
Dibunostoma reversum is een mosdiertjessoort uit de familie van de Thalamoporellidae. De wetenschappelijke naam van de soort is, als Calpensia reversa, voor het eerst geldig gepubliceerd in 1926 door Harmer.